# 佐洛豪拉普
佐洛豪拉普，是匈牙利维斯普雷姆州所辖的一个村，总面积24.13平方公里，总人口1273，人口密度52.8人/平方公里（2010年1月1日）。